# Dòng Chúa Cứu Thế
Dòng Chúa Cứu Thế (tiếng Latinh: Congregatio Sanctissimi Redemptoris, viết tắt: C.Ss.R hay CSSR) là một hội truyền giáo của Giáo hội Công giáo Rôma do Thánh Alphonsus Liguori (Thánh An Phong) thành lập năm 1732 tại Scala, gần Amalfi, Ý. Tại Việt Nam, ban đầu hội dòng có tên là dòng "Chúa Cứu Chuộc", sau đổi thành dòng "Chúa Cứu Thế" với sứ mạng chuyên lo rao giảng Tin Mừng cho người nghèo, người bị bỏ rơi. Hội dòng này đang hoạt động với hơn 6.500 tu sĩ tại hơn 77 quốc gia trên khắp thế giới.

## Nguồn gốc

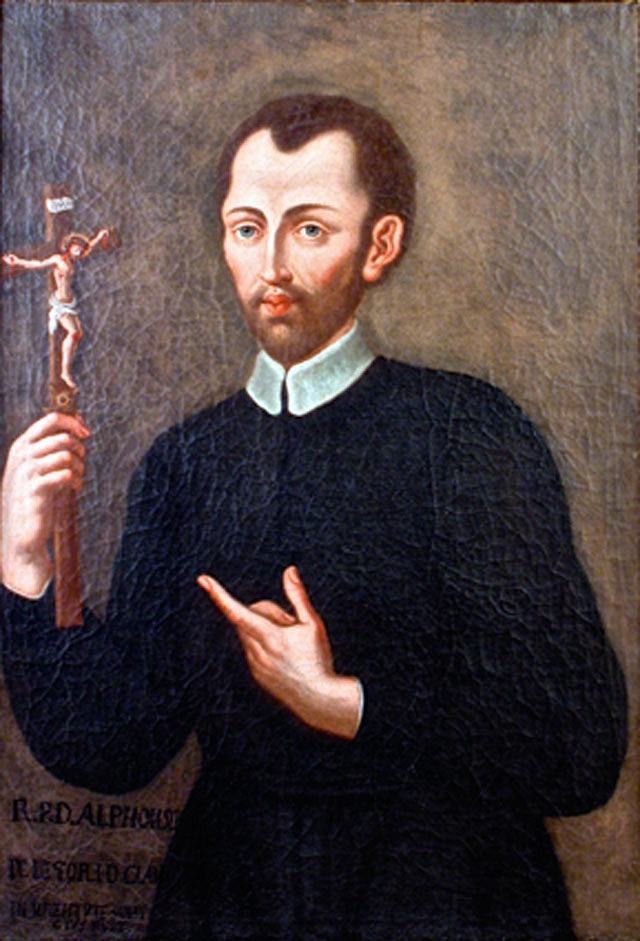
Thánh Alphonsus Liguori, người sáng lập Dòng Chúa cứu thế

### Cổ võ Lòng sùng kính Đức Mẹ

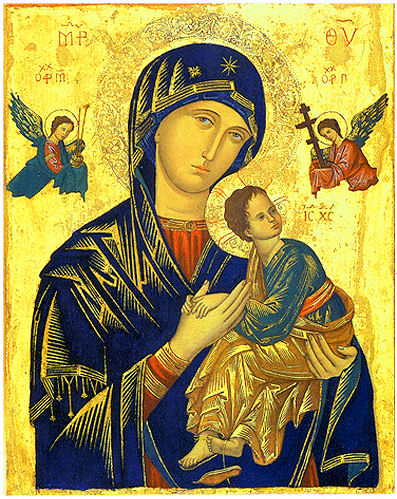
Dòng Chúa Cứu Thế là cộng đoàn duy nhất nhận ủy thác của Tòa Thánh để cổ võ, phát huy một lòng sùng kính Đức Mẹ Hằng Cứu Giúp, tranh khoảng năm 1499, Rome